# Вінер-Нойштадт (футбольний клуб)
ФК «Вінер-Нойштадт» (нім. SC Wiener Neustadt) — австрійський футбольний клуб з міста Вінер-Нойштадт, який виступає в австрійській Першій лізі. Заснований 19 травня 2008 року. Домашні матчі проводить на стадіоні «Вінер-Нойштадт Штадіон», який вміщує близько 10000 глядачів.

## Історія
У 2008 році відбулося злиття футбольних клубів «Вінер-Нойштадт» і «Магна». Спочатку клуб носив ім'я «Магна Вінер-Нойштадт».
Свій перший матч в Першій лізі команда провела на початку сезону 12 липня 2008 року. Суперником став футбольний клуб «Ваккер». Команда програла з рахунком 0-3. Останні матчі сезону 2008 пройшли для команди більш успішно і завершилися перемогою та завоюванням путівки до Бундесліги.

## Склад команди
| №  | Поз. | Нац.    | Гравець         |
| -- | ---- | ------- | --------------- |
| 1  | ВР   | Австрія | Томас Хофлєр    |
| 5  | ЗХ   | Австрія | Ерік Шмузер     |
| 6  | ПЗ   | Австрія | Маркус Русек    |
| 7  | ПЗ   | Австрія | Девід Харрер    |
| 8  | ПЗ   | Австрія | Сандро Джурик   |
| 9  | НП   | Австрія | Берн Швейдл     |
| 10 | НП   | Австрія | Томас Гошвейнер |
| 11 | НП   | Австрія | Крістіан Бергер |
| 13 | ПЗ   | Австрія | Саргон Дуран    |
| 14 | ПЗ   | Австрія | Томас Кіндіг    |
| 15 | ЗХ   | Австрія | Ремо Малі       |
| 16 | ЗХ   | Австрія | Андреас Шикер   |

| №  | Поз. | Нац.    | Гравець           |
| -- | ---- | ------- | ----------------- |
| 18 | ПЗ   | Австрія | Флоріан Сітсам    |
| 19 | НП   | Австрія | Даніель Мадернер  |
| 20 | ПЗ   | Австрія | Манфред Фішер     |
| 21 | НП   | Австрія | Мануель Шварц     |
| 22 | ЗХ   | Австрія | Маріо Ебенхофер   |
| 23 | ЗХ   | Австрія | Андреас Фінгстнер |
| 24 | ПЗ   | Австрія | Журген Бауер      |
| 25 | ЗХ   | Австрія | Мірза Жатік       |
| 27 | ВР   | Австрія | Доменік Шерл      |
| 28 | НП   | Австрія | Маріо Сфел        |
| 29 | ЗХ   | Австрія | Філіп Хаттер      |
| 31 | ПЗ   | Австрія | Робін Фрейбергер  |
| 33 | ВР   | Австрія | Стефан Шуллер     |

## Тренерський штаб
Станом на 28 червня 2016 
| Посада                     | Ім'я           | Дата народження | Національність | На посаді з |
| -------------------------- | -------------- | --------------- | -------------- | ----------- |
| Головний тренер            | Рене Вагнер    | 31.10.1972      | Чехія          | 2016        |
| Помічник головного тренера | Маріо Пош      | 18.07.1967      | Австрія        | 2017        |
| Помічник головного тренера | Андреас Шикер  | 06.07.1986      | Австрія        | 2015        |
| Помічник головного тренера | Герхард Фелнер | 24.04.1970      | Австрія        | 2017        |
| Тренер воротарів           | Мартін Дедек   | 29.03.1970      | Австрія        | 2012        |

## Усі тренери
- Гельмут Крафт (2008—2009)
- Пітер Шоттел (2009—2011)
- Пітер Стогер (2011—2012)
- Хеймо Пфейфенбергер (2012—2014)
- Хельгі Колвіссон (2014—2015)
- Гюнтер Крейсел (2015—2016)
- Рене Вагнер (з 2016)